# Districte municipal de Švenčionys
El districte municipal de Švenčionys (en lituà: Švenčionių rajono savivaldybė) és un dels 60 municipis de Lituània, situat dins del comtat de Vílnius. La seva capital és la ciutat de Švenčionys.

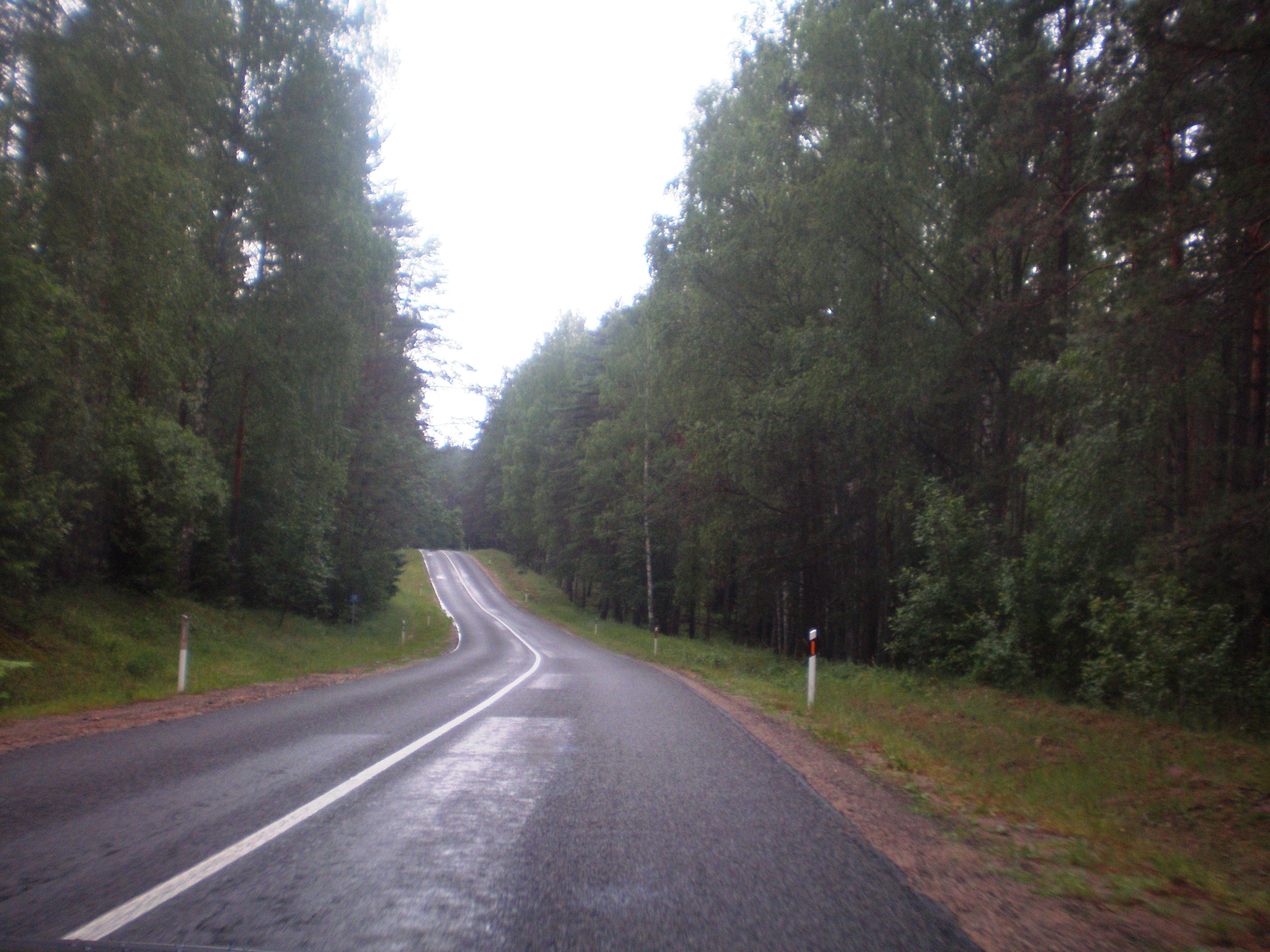
Carretera pel mig del bosc al districte municipal de Švenčionys

## Seniūnijos del districte
- Adutiškio seniūnija (Adutiškis)
- Cirkliškio seniūnija (Cirkliškis)
- Kaltanėnų seniūnija (Kaltanėnai)
- Labanoro seniūnija (Labanoras)
- Magūnų seniūnija (Magūnai)
- Pabradės seniūnija (Pabradė)

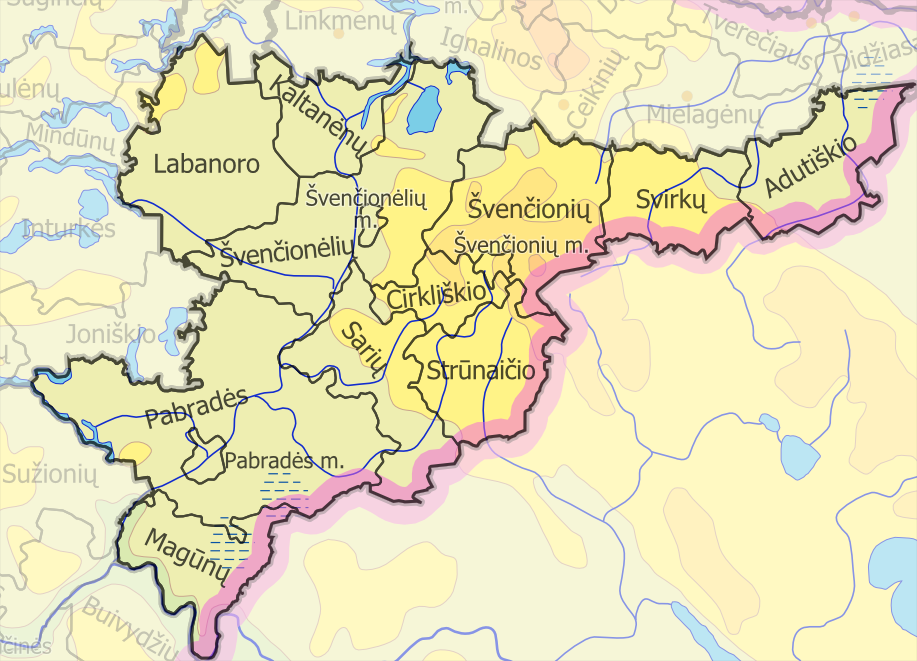
Mapa dels seniūnijos del districte municipal de Švenčionys

- Pabradės miesto seniūnija (Pabradė)
- Sarių seniūnija (Sariai)
- Strūnaičio seniūnija (Naujas Strūnaitis)
- Svirkų seniūnija (Svirkos)
- Švenčionėlių seniūnija (Švenčionėliai)
- Švenčionėlių miesto seniūnija (Švenčionėliai)
- Švenčionių seniūnija (Švenčionys)
- Švenčionių miesto seniūnija (Švenčionys)

## Ciutat agermanada
- Świdnica, Polònia